# Taki Unquy

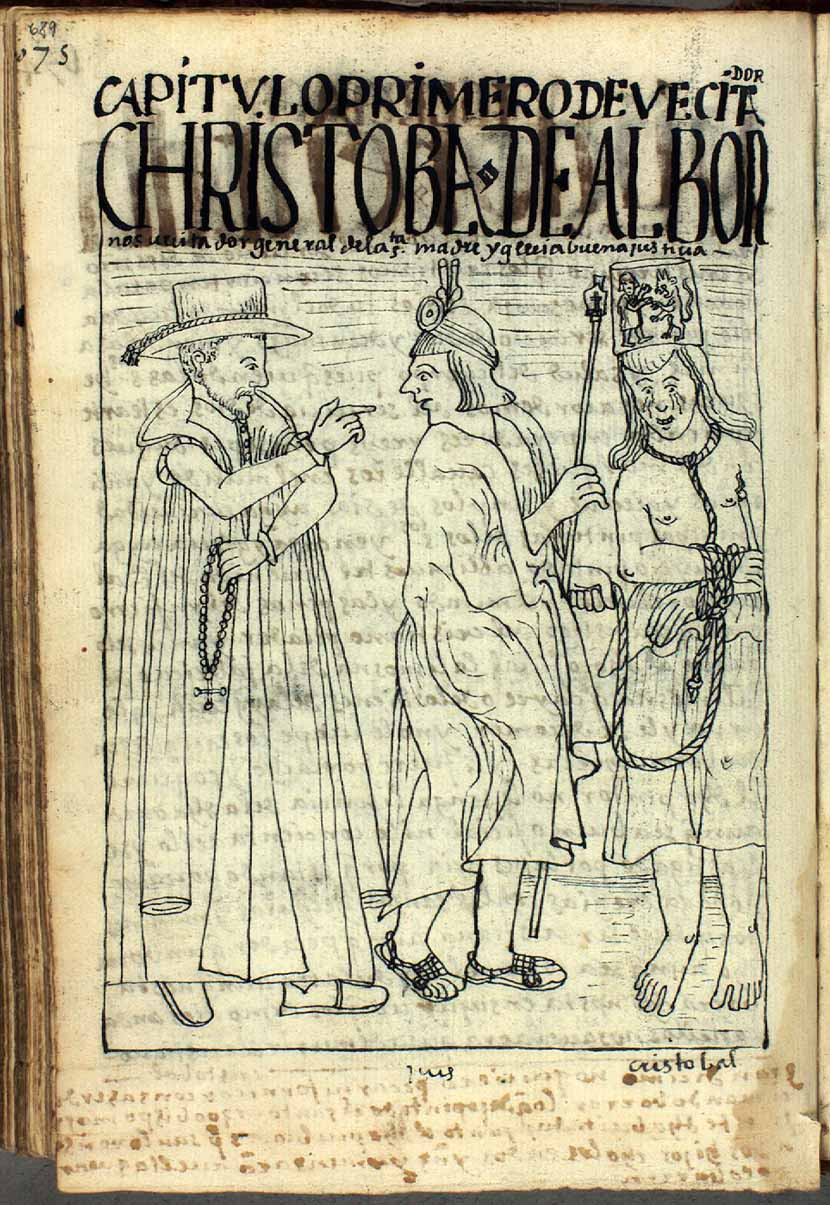
El visitador Cristóbal de Albornoz, descubridor del Taqui Oncoy, según Felipe Guamán Poma de Ayala.

El Taqui Oncoy o Taqui Ongoy (en ortografía quechua contemporánea: Taki Unquy o Taki Onqoy ‘enfermedad del canto’), fue un movimiento andino de compleja configuración, surgido en los Andes peruanos durante el siglo XVI (c. 1564– c. 1572) en contra de la reciente invasión española.

## Definición y significado
El Taki Unquy se basaba en la creencia de que las huacas, abandonadas por la expansión del cristianismo, podían tomar posesión de los indígenas a través del éxtasis iniciático generado por la danza y el ayuno ritual. Una ceremonia como esta derrotaba al dios europeo y anulaba el bautismo para ellos.[cita requerida] Así, el objetivo de este movimiento era derrotar al Dios católico, recuperar a los indígenas bautizados y expulsar a los españoles.[cita requerida]

### Descripción del suceso
"a los indios les hacían hablar de allí tomaron a temblar diciendo que tenían las guacas en el cuerpo y a muchos de ellos tomaban y pintaban los rostros y los ponían en unos cercados y allí huían los indios a adorar a las huacas e ídolos que decía que se le habían metido en el cuerpo"
[Las huacas tomaban] a los indios y les hacían hablar y temblar diciendo que tenían las huacas en el cuerpo, y muchos de ellos se pintaban los rostros con color rojo, y luego iban a recintos a adorar a las huacas e ídolos que decían que les habían poseído.

## Historia
Surgió aproximadamente en 1560 en la ciudad ayacuchana de Huamanga, desde donde se propagó a Lima, Cusco, Arequipa, Chuquisaca, Oruro y La Paz.[cita requerida] Se trató en un principio de lo que se ha llamado "la rebelión de las Huacas",[cita requerida] es decir como un movimiento religioso que propugnaba el rechazo del Dios cristiano que iba ganando cada vez mayores adhesiones entre los indígenas, en la mayoría de los casos debido a las labores de colonización y evangelización realizadas por las órdenes religiosas católicas, pero también registrándose algunas conversiones violentas que partían desde la autoridad política virreinal; todo esto en el contexto de la conquista española del Tahuantinsuyo. De este modo, se incitaba al regreso al culto de las huacas, que son a su vez las deidades prehispánicas y los recintos en los que se realizaba su veneración.

### Paso a revuelta políticas
Luego de firmado el Tratado de Acobamba que ponía fin a la resistencia de los incas de Vilcabamba, el huamanguino Juan Chocne organizó el Taki Unquy como rebelión política. Justamente de rebelión contra el culto cristiano, el Taki Unquy derivó rápidamente a un movimiento de rebelión política con una ideología típicamente andina. Se pensaba que las huacas, en el primer momento de la invasión española, retornarían con todo su poder y vencerían al Dios castellano y con él a los invasores peninsulares, restableciendo así el equilibrio del mundo roto con la conquista. La rebelión fue duramente reprimida por el visitador Cristóbal de Albornoz, con quien colaboró el futuro cronista Felipe Guamán Poma de Ayala. Se llevó a Chocne y a los líderes espirituales a Cusco donde debieron rechazar en acto público sus creencias. Las mujeres participantes fueron recluidas en conventos y los curacas fueron multados por su participación en la sublevación.[cita requerida]
El movimiento declinó en pocos años, se estima que terminó la práctica en 1572, pero la esperanza de una "reconquista" sobrevivió en el folclore y en círculos intelectuales.

## Trascendencia
Durante mucho tiempo olvidado, fue rescatado por la historiografía peruana en un estudio de Luis Millones de 1964 y desde entonces ha sido motivo de constante revisión y análisis, pues ha ayudado a comprender varios problemas en la sociedad peruana contemporánea como por ejemplo el proceso histórico de las insurrecciones andinas contra el dominio español en el Perú. Hasta ese entonces se creía que los movimientos de Manco Inca, Juan Santos Atahualpa, o incluso más tardíamente el de Túpac Amaru II, tenían manifestaciones únicamente políticas y se descuidaba el matiz cultural y religioso que implicaban y que el estudio del Taki Unquy llevó a comprender mejor.
La trascendencia del Taki Unquy rebasó las fronteras del Perú cuando el cantautor argentino Víctor Heredia publicó en 1986 un álbum musical homónimo.
El escritor y dramaturgo puneño Hugo Bonet Rodríguez escribió una obra de teatro titulada "Taki Onqoy", que fue puesta en escena multitud de veces, sobre el arrepentimiento de los "indios" luego de haber ayudado a los españoles a derrotar a los Incas y las consecuencias históricas de tal acción; esta obra se encuentra en el libro del mismo nombre, junto a otras obras del autor.
Algunos han argumentado que la Danza de las tijeras (practicada por los danzaq) de Ayacucho puede ser una continuación hasta la actualidad del antiguo Taky Ongoy.